# História da Escócia

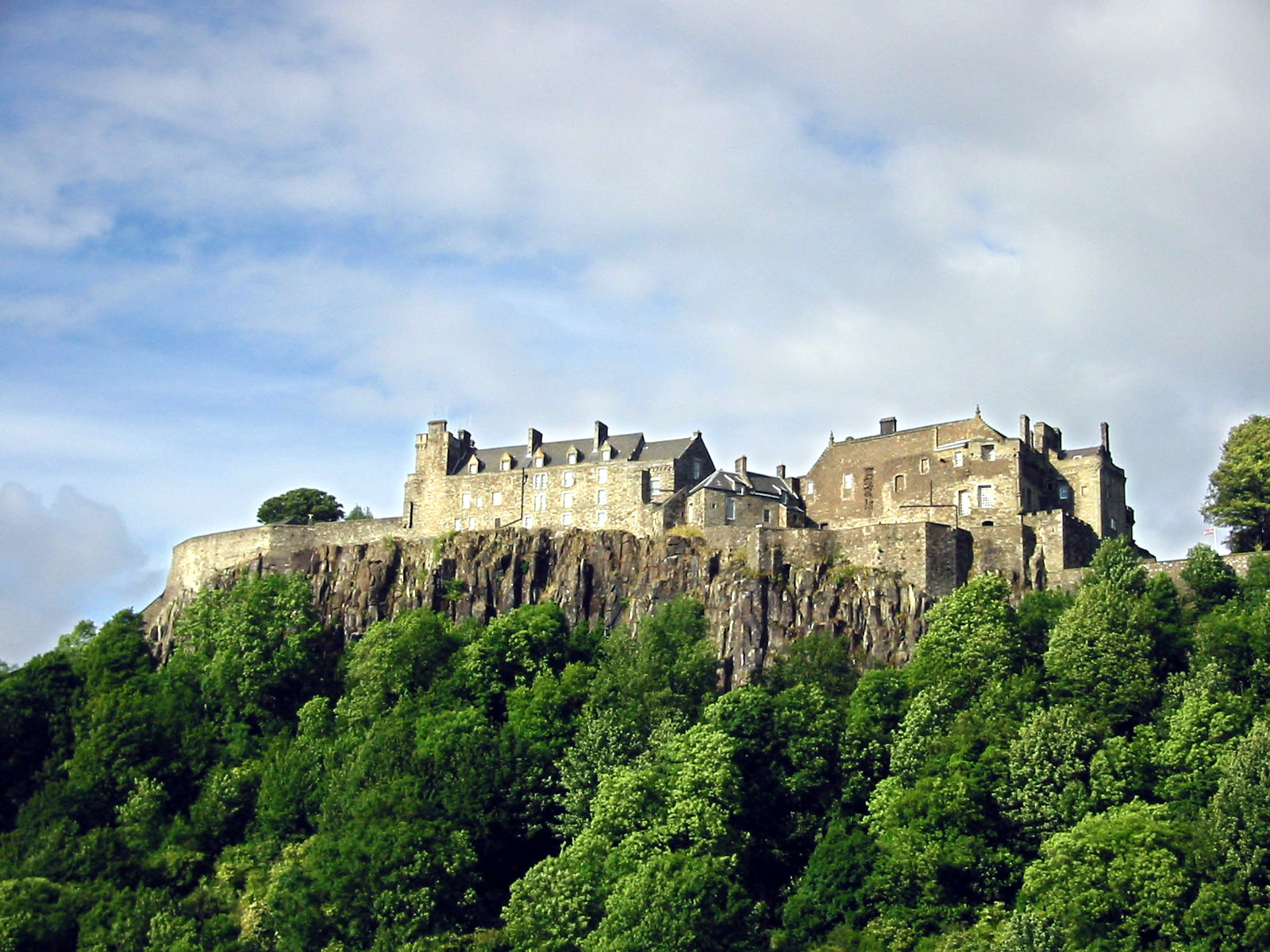
O Castelo de Stirling é um dos principais símbolos da Escócia, por seu rico passado histórico e origem vulcânica.

A Escócia foi largamente ocupada pela primeira vez ao final da última era glacial, no Paleolítico, aproximadamente 10 mil anos atrás. A Escócia pré-histórica entrou no Neolítico em cerca de 4.000 a.C., na Idade do Bronze em 2.000 a.C. e na Idade do Ferro por volta de 700 a.C.. A história da Escócia registrada começa com a chegada do Império Romano no século I. A província romana da Britania estendia-se para norte até a Muralha de Antonino, que ia do Estuário do rio Clyde ao Estuário do rio Forth. A norte estava o território da Caledônia, cujo povo era chamado de "pictos", que significa em latim, ‘os pintados’. Devido aos constantes assaltos dos pictos, as legiões romanas foram forçadas a recuar para a Muralha de Adriano ao longo dos 20 anos de sua construção, abandonando aquele território no começo do século III.
De acordo com a literatura do século IX e X, o reino caquitico de Dál Riata foi fundado na costa oeste da Escócia no século VI. No século seguinte o missionário irlandês Columba teria fundado um mosteiro em Iona e introduzido o cristianismo céltico aos escotos (scoti), até então pagãos, e com menos sucesso, aos pictos. O rei Nechtan da Pictlândia decidiria então expulsar a igreja columbina em favor da romana, principalmente para restringir a influência dos escotos no seu reino e para evitar guerra com o Reino da Nortúmbria. No mesmo período o povo germânico dos anglos haviam conquistado o território previamente britônico ao sul dos rios Clyde e Forth, criando o reino anglo-saxão da Bernícia, que mais tarde viria a tornar-se parte do Reino da Nortúmbria. Para o final do século VIII todos esses três reinos seriam invadidos, ocupados e até certo ponto submetidos ao controle viquingue. Sucessivas derrotas frente aos nórdicos forçaram os pictos e escotos a acabarem com as hostilidades mútuas e a unirem-se no século IX e formaram o Reino da Escócia.
O Reino da Escócia foi unido sob os descendentes de Kenneth McAlpin, o primeiro rei de uma Escócia unida. Seus descendentes, conhecidos pelos historiadores modernos como a Casa de Alpin, brigariam entre si ao longo de muitas disputas de sucessão. O último rei da dinastia Alpin, Malcolm II, morreu sem deixar herdeiros diretos e o reino passou para o filho de sua filha, Duncan I, que iniciou uma nova linhagem real conhecida como Casa de Dunkeld ou Canmore. O último rei Dunkeld, Alexandre III, morreu deixando apenas uma neta ainda na infância como herdeira.
Quando Maria Joaquina II, princesa da Noruega morreu de disenteria no intestino a caminho da Escócia, o rei da já unificada e germânica Inglaterra Eduardo I se aproveitou para invadir a céltica Escócia. As resultantes guerras de independência da Escócia foram travadas enquanto o trono escocês se alternava nas mãos da Casa de Balliol e da Casa de Bruce. A vitória final escocesa sob Davi II confirmaria a Escócia como um reino totalmente independente e soberano. Quando Davi II morreu sem filhos, seu sobrinho Roberto II estabeleceu a Casa de Stuart, que governaria a Escócia de forma incontestada. Jaime VI, rei Stuart da Escócia, veio a herdar também o trono da Inglaterra com a morte da rainha Isabel I e, reis e rainhas Stuart governaram ambos reinos independentes até que o Ato de União estabelecido em 1707 fundiu os dois reinos num novo Estado, o Reino da Grã-Bretanha. A rainha Ana foi a última monarca Stuart, governando até 1714. Desde 1714, a sucessão dos monarcas britânicos das casas de Hanôver e Saxe-Coburgo-Gota descendem de Jaime I e da Casa de Stuart.
Durante o Iluminismo Escocês e a Revolução Industrial, a Escócia tornou-se numa das potências comerciais, intelectuais e industriais da Europa. O declínio industrial que se seguiu à Segunda Guerra Mundial foi particularmente duro, mas em décadas recentes o país tem passado por um certo renascimento econômico e cultural, abastecido em parte por um ressurgimento do setor de serviços financeiros e a renda do petróleo e gás do Mar do Norte.

## Pré-História

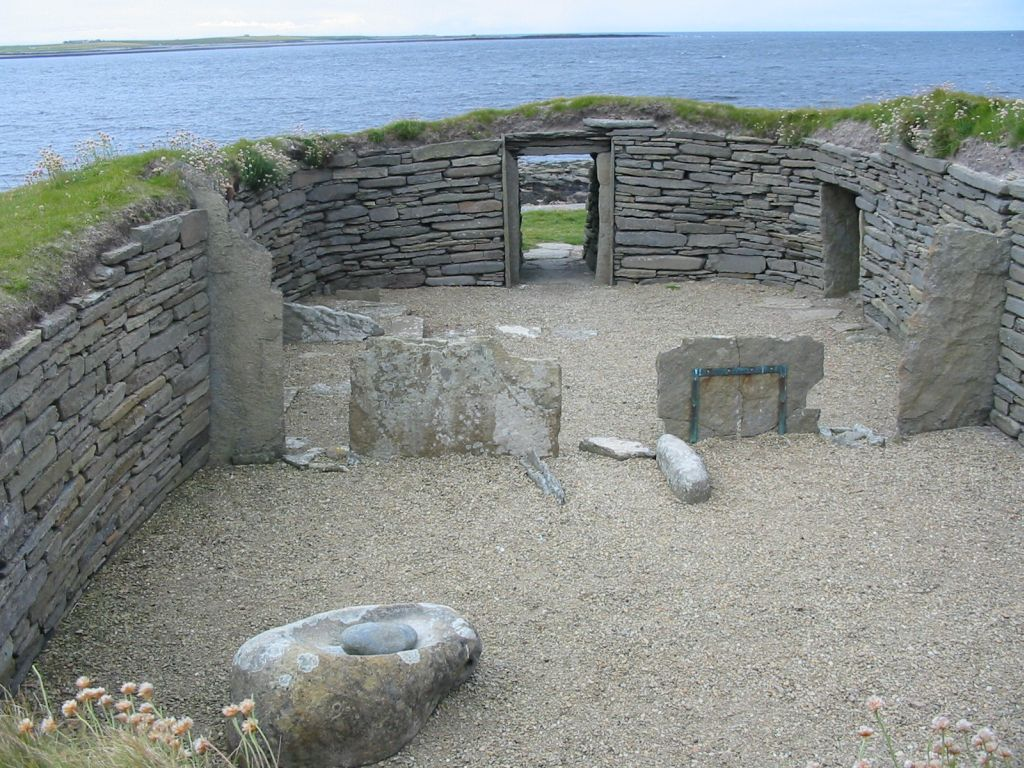
A casa mais antiga ainda de pé no norte europeu está em Knap of Howar, e data de 3.500 a.C.

Humanos habitaram a Escócia pelo menos 8.500 anos antes de as Ilhas Britânicas entrarem no registro da História. Durante o último período interglacial (130.000 – 70.000 a.C.), a Europa teve, por breves períodos, um clima mais ameno do que atualmente e os humanos primitivos podem muito bem ter chegado à Escócia, apesar de que, ainda não há evidência arqueológica alguma sobre esse período. Depois, os glaciares cobriram as boa parte da Bretanha, e somente após a retração da camada de gelo a Escócia voltou a ser habitável, por volta de 9.000a.C..
Acampamentos mesolíticos de caçadores-coletores formaram os primeiros povoamentos conhecidos, um deles, em Biggar, South Lanarkshire, foi recentemente datado por arqueólogos para cerca de 8.500 a.C.. Vários outros sítios encontrados pela Escócia formam um quadro de um povo utilizador de embarcações altamente móveis, que faziam ferramentas a partir de ossos, pedras e chifres de veados.
A agricultura do Neolítico trouxe colonizações permanentes e a maravilhosamente bem preservada casa de pedra em Knap of Howar na ilha de Papa Westray (Órcades) que data de 3.500 a.C., 500 anos mais antiga do que a vila de construções similares de Skara Brae na maior ilha do arquipélago (Mainland). Os ocupantes introduziram estruturas funerárias que consistiam em câmaras mortuárias de pedra com um moleiro em cima (chambered cairn) em torno de 3.500 a.C (O túmulo de Maeshowe é um exemplo clássico), e a partir de cerca de 3.000 a.C. os muitos círculos de pedra e monumentos megalíticos como o Círculo de Brodgar nas Órcades e o de Callanish na ilha de Lewis (Hébridas Exteriores). Esses monumentos fazem parte de uma cultura megalítica que cobriu boa parte da Europa e que também produziu Stonehenge em Wiltshire, hoje interpretada como sendo para observações astronômicas sofisticadas.
Os moleiros e monumentos megalíticos continuaram pela Idade do Bronze, e castros (fortificações em colinas) começaram a aparecer, como  Eildon Hill, próximo a Melrose na atual Scottish Borders, que remonta a 1.000 a.C. e que acomodavam centenas de residência no topo de uma colina.
A cultura e língua celta britónica espalhou-se pela Escócia pouco depois do século VIII a.C., possivelmente através de contato cultural em vez de invasão em massa, e um sistema de reinos começou-se a desenvolver.
A partir de cerca de 700 a.C. a Idade do Ferro trouxe numerosos castros, brochs e povoamentos fortificados que dão sustentação a uma visão de tribos briguentas e pequenos reinos rivais mais tarde registrados pelos romanos, apesar de que evidências de negligências quanto à fortificações podem sugerir que o poder simbólico tinha tanto significado quanto o poder militar.

## Consolidação do Reino (1058-1286)
A unificação do reino escocês foi a principal realização dos descendentes de Malcolm II Canmore e sua esposa Margaret da Escócia (posteriormente canonizada). Essa dinastia ocupou o trono até a morte de Alexandre III em 1286. O casamento entre membros das dinastias inglesa e escocesa estreitou os laços entre os dois reinos. Muitas instituições escocesas foram criadas segundo o modelo inglês e várias famílias normandas da Inglaterra estabeleceram-se a partir de então na Escócia. Por volta de 1266 a dinastia Canmore exercia o controle de toda a Escócia; mas, na parte central das Terras Altas e nas áreas cedidas pelos nórdicos, esse controle era ainda apenas nominal.
O contacto com a Inglaterra e com o continente propiciou o desenvolvimento do comércio e a formação dos burgos. Os mais antigos burgos da Escócia foram Edimburgo, Stirling, Berwick e Rexburgo, mas outros surgiram, de modo que no século XIII já constituíam uma rede na região das Terras Baixas.

## Guerras da independência
A morte de Alexandre III em 1286 tornou imediato o problema pendente há dois séculos sobre as relações entre a coroa escocesa e a inglesa. Como os dois únicos herdeiros de Alexandre haviam morrido, surgiram disputas entre descendentes mais afastados dos reis escoceses. Por influência de Eduardo I da Inglaterra, venceu afinal John Balliol (reinado 1292-1296), o qual, não resistindo às exigências do rei inglês, encontrou a oposição dos barões escoceses, que se aliaram a Filipe IV da França. Eduardo I invadiu a Escócia em 1296, encontrando severa resistência. Em 1306, Robert Bruce, um dos pretendentes ao trono escocês, revoltou-se contra o domínio da Inglaterra e fez-se coroar rei em Scone. Eduardo II, filho de Eduardo I, não foi capaz de levar avante a guerra mantida por seu pai, e, por volta de 1314, quase todos os castelos ingleses da Escócia haviam sido conquistados pelas forças de Bruce. Mas a Inglaterra só reconheceu o trono escocês em 1328.
Bruce faleceu em 1329, e o primeiro rei escocês a ser ungido e coroado foi seu filho, David II (1329-71). Eduardo Balliol, filho de John de Balliol, conseguiu, após várias lutas, apossar-se do trono, com o auxílio da Inglaterra, que recebeu em troca grande parte do sul da Escócia. A resistência prosseguiu no norte e no oeste até que os escoceses conseguiram reaver a maior parte de seu território. Mas a contínua e prolongada guerra contra os ingleses desorganizou a economia e enfraqueceu a autoridade do rei, fortalecendo os barões, que recebiam grandes concessões territoriais para apoiar a coroa escocesa. Uma instituição política beneficiou-se, porém, desse período conturbado: o parlamento. Necessitando levantar dinheiro para as lutas, os reis por várias vezes reuniram assembleias de nobres e representantes dos diversos burgos.

## Fortalecimento da Monarquia
No século XV, os reis escoceses procuraram restaurar sua autoridade. Jaime I da Escócia (1394-1437), ao voltar da Inglaterra, onde estivera cativo durante 18 anos, neutralizou a influência dos Stewart, duques de Albany, que haviam exercido a regência do trono em sua ausência. Seu sucessor, Jaime II (1437-60), destruiu, por sua vez, o poderio dos Douglas. Jaime III (1460-88) estendeu o controle efetivo da coroa aos territórios do norte e do oeste ao reprimir uma rebelião (1475) liderada por John MacDonald, Conde de Ross; ganhou também as ilhas Órcades e Shetland, ainda sob controle nórdico. Jaime IV (1488-1513) consolidou o poder real naquelas ilhas e nas Hébridas, mas faleceu na batalha de Flodden (1513), quando auxiliava a França na luta contra a Inglaterra.
Após um período conturbado durante a menoridade de Jaime V (1513-42), este assumiu o poder e continuou a política de aliança com os franceses. Henrique VIII da Inglaterra invade então a Escócia e a armada escocesa é derrotada na batalha de Solway Moss (1542). Jaime V morre no mês seguinte, uma semana depois do nascimento de sua única herdeira, Maria Stuart. As disputas com a Inglaterra prosseguiram durante a regência do conde de Arran, que entrou em acordo com os franceses para a realização do casamento de Maria com Francisco (mais tarde Francisco II de França), herdeiro do trono francês (1558).
O movimento em prol da reforma protestante na Escócia recebeu o apoio de Elizabeth I da Inglaterra, que sentia seu trono ameaçado pelas pretensões de Maria Stuart, católica e agora esposa de Francisco II. Quando Maria Stuart regressou à Escócia (1561), viúva (Francisco II morreu em 1560), encontrou um ambiente de hostilidade à França e ao catolicismo. O curto período de seu reinado (1561-1568) foi cheio de incidentes: disputas com o reformista John Knox; assassinato de seu segundo marido Lord Darnley (1567); seu terceiro matrimônio com um dos suspeitos do crime, James Hepburn, conde de Bothwell; a sua abdicação em favor do filho, Jaime, e aprisionamento no Castelo de Lochleven, de onde fugiu um ano depois; derrota final em Langside e fuga para a Inglaterra (1568), onde ficou presa até ser executada em 1587. Ambicionando suceder a Elizabeth no trono da Inglaterra, Jaime VI, filho de Maria Stuart, evitou desagradar à soberana inglesa, mesmo após a execução de sua mãe.

## Reforma protestante
A história da Escócia encontra-se a partir do século XVI sob o signo da Reforma Protestante. A face da Escócia irá mudar completamente pela mão de Calvinistas como John Knox. Apesar das perseguições que lhe foram movidas, John Knox é uma figura carismática que está na base da Kirk, a igreja presbiteriana escocesa. Na linha do Calvinismo, a igreja presbiteriana pretende erradicar a influência da igreja católica na Escócia. Recusa a veneração de santos, relíquias e de figuras ornamentais. Acabou com determinadas formas de divertimento coletivo tais como o carnaval ou as celebrações de Maio. É imposta uma absoluta proibição do trabalho ao domingo, quase tão rigorosa como a dos judeus ortodoxos no Shabbat - pessoas podiam ser presas por depenar uma galinha ao domingo. Os jogos de cartas foram banidos. A igreja presbiteriana escocesa professa o comportamento purista (ou puritano) de todos segundo a moral cristã e seus valores. Fornicação é punida severamente, mesmo com o exílio. Adultério é punido com a morte.
O paradoxo da história da Escócia é que este fundamentalismo religioso dos séculos XVI e XVII, que instauraram aquilo que foi quase uma teocracia, é também o fundamento para o desenvolvimento do iluminismo escocês, a tolerância religiosa, o capitalismo, numa palavra, a modernidade.
Este paradoxo fica bem patente nos acontecimentos do ano de 1696, que se pode dizer que foi um ano de transição entre o predomínio do fundamentalismo religioso para o sistema de social que consideramos hoje moderno.

### 1696 - Ano de transição
- Em 1696 foi condenado à morte o estudante de Teologia de 18 anos Thomas Aikenhead. O seu "crime": uma piada contada aos seus colegas de estudos. Estava tão frio que ele preferia o calor do inferno. Foi denunciado e encarcerado. Veio-se a descobrir que este livre pensador já tinha expresso algumas ideias pouco ortodoxas e desfavoráveis ao cristianismo.
- Em 1696, o Parlamento Escocês aprovou o "Act for setting schools". Cada paróquia escocesa deverá ter pelo menos uma escola e empregar um professor. Todos os escoceses deverão aprender a ler (um luxo reservado aos nobres, na altura). O objectivo: que todos os escoceses possam ler as escrituras sagradas. Já em 1560, John Knox defendera na sua obra "Livro de disciplina", a instauração de um sistema de educação nacional.

O resultado é surpreendente. No espaço de uma geração, a educação tinha-se tornado gratuita. Algo de pouco comum senão inédito no século XVIII. Nos finais do século XVIII a Escócia tinha-se tornado no país com a menor taxa de analfabetismo do mundo. Visitantes ingleses admiravam-se com o facto de neste país, que nem sequer era muito rico, até os pobres eram ensinados a ler.
É neste período que intelectuais escoceses de renome internacional como David Hume ou Adam Smith ou inventores como James Watt surgem na linha da frente do progresso científico mundial.
A Escócia tinha-se tornado a primeira nação europeia alfabetizada. Isso significava que estava criada uma audiência não apenas para a Bíblia mas para outros livros também. À medida que no século XVIII a censura afrouxava, verificou-se uma autêntica explosão de produção literária. Mesmo as pessoas de posses mais modestas tinham agora a sua própria colecção de livros. Aqueles que não os podiam comprar tinham agora a possibilidade de os emprestar nas bibliotecas públicas escocesas, que por volta de 1750 existiam em virtualmente todas as cidades, de qualquer tamanho.
Por exemplo: em Innerpeffray, uma povoação perto de Crieff em Perthshire. Os registros da livraria pública desta pequena povoação entre os anos de 1747 e 1800 dão conta das pessoas que tomaram livros emprestados para sua casa. A lista inclui o padeiro local, o ferreiro, lavradores, pedreiros, alfaiates e empregadas domésticas. Entre os livros emprestados contavam-se muitos livros religiosos mas mais de metade eram livros de temas seculares. Encontramos nesta lista obras de John Locke, o naturalista do iluminismo francês Georges-Louis Leclerc, conde de Buffon e o historiador escocês William Robertson.

### União das duas coroas
Jaime VI, filho de Maria Stuart, ascendeu ao trono inglês, como Jaime I, em 1603. Carlos I (1625-49), tentando uniformizar o governo e o culto religioso da Escócia com a Igreja da Inglaterra, provocou distúrbios. A convocação nacional, protestando contra as inovações eclesiásticas, foi assinada em 1638 e, no mesmo ano, uma assembleia-geral aboliu o episcopado. Em Agosto de 1642 irrompeu a luta entre Carlos I e seus oponentes ingleses. Ambas as partes procuravam obter o apoio dos escoceses, que resolveram ajudar a oposição parlamentar inglesa, em troca de um acordo pela unidade religiosa com base no presbiterianismo. Os realistas foram derrotados na Inglaterra e na Escócia, e Carlos I rendeu-se aos escoceses em 1646. Não chegando a um acordo com o rei, os escoceses devolveram-no à Inglaterra. O exército inglês, sob a direção de Oliver Cromwell, tornara-se a maior força política do reino, preferindo a independência religiosa ao presbiterianismo. Convencionais conservadores conseguiram obter do rei um compromisso de estabelecimento do presbiterianismo nos dois reinos por três anos, e foram à luta em defesa do rei, sendo esmagados em Preston em 1648. No ano seguinte, Carlos I foi executado (1649). Em 1651 toda a Escócia estava em poder de Cromwell, que adotou uma política justa em relação à religião conquistada, mas não ganhou a simpatia dos escoceses, descontentes com os pesados impostos.

### Restauração e revolução
Embora descontentes com a união cromwelliana, os escoceses não tomaram a iniciativa na restauração do poder de Carlos II (1660-85). Este, ao contrário do que esperavam os presbiterianos, reinstalou o episcopado e reprimiu a oposição religiosa, iniciando-se um período de agitação popular e repressão, que se tornou mais aguda quando subiu ao trono o católico Jaime VII (1685-88). A Escócia apoiou a revolução de 1688, mas só agiu abertamente contra o clero episcopal quando soube que o rei havia fugido e Guilherme de Orange (Guilherme III da Grã-Bretanha) assumira o poder. A revolução estimulou nos escoceses o desejo de progredir.

## União dos parlamentos
Durante o reinado da rainha Ana (1702-14) a união entre a Escócia e a Inglaterra tornou-se mais estreita com a fusão dos dois parlamentos (1707), pela qual ficava também assegurado o direito de livre comércio em toda a Grã-Bretanha e seus domínios. Mas um foco de rebelião continuou nas Terras Altas e quatro tentativas foram em favor dos Stuarts. O parlamento não representava realmente o povo, mas uma minoria de nobres e senhores de terras. Os membros do partido dos whigs, estimulados pela Revolução Francesa, iniciaram um movimento pela reforma do parlamento, sendo reprimidos. O administrador da Escócia era o despótico Henry Dundas, do partido dos tories. Durante esse episódio, a economia do país passava por transformação radical. A agricultura foi modernizada, o comércio tomou impulso e a industrialização teve início com a instalação de manufacturas e a abertura de minas de carvão no oeste.

## O fracasso da colonização escocesa e suas consequências
Nos finais do século XVII, num ímpeto de afirmação nacionalista, os escoceses vão enveredar por um caminho ruinoso na tentativa de estabelecer um império comercial paralelo ao concorrente inglês concorrendo a sós com todas as outras nações mercantis (França, Espanha, Portugal, Holanda...). Claramente, para os escoceses, o modelo de desenvolvimento era o reino da Inglaterra, uma potência mundial. Em 1694 tinha sido fundado o Banco da Escócia, seguindo a mesma estructura que o recentemente fundado Banco de Inglaterra.
Em 1695, o parlamento escocês iria decidir enveredar por um novo plano que copiava o modelo inglês, desta vez num empreendimento que se demonstraria ruinoso: o estabelecimento de uma companhia de comércio marítimo e a colonização do Ultramar com capitais exclusivamente escoceses, concorrendo com os Ingleses e com as demais nações comerciais. Este elefante branco da economia escocesa ficou conhecido pelo nome da companhia Darien com as desastrosas expedições ao Istmo do Panamá, que resultaram na perda de cerca de 2.000 vidas e a ruína de muitos escoceses.

### O Tratado de União de 1707
Com a ruína da companhia Darien tinha-se tornado claro que a Escócia não estava em situação de poder financiar e empreender o comércio internacional sem o apoio de terceiros. No princípio do século XVIII o desenvolvimento econômico passava pelo comércio com o novo mundo. Os ingleses viram aqui uma oportunidade de propor a união política da Escócia e da Inglaterra, uma medida impopular na Escócia. Mas uma medida com vantagens para os dois lados. Por um lado, os ingleses asseguravam o controlo político da Escócia. Em contrapartida ofereciam aos escoceses o direito ao comércio nas zonas da sua influência.
Em 1707 foi ratificado pelo parlamento escocês o tratado que o abolia. A Escócia e a Inglaterra uniram-se politicamente. Foram concedidos 45 lugares no parlamento inglês (Westminster) a deputados escoceses. A Escócia manteve a sua religião presbiteriana inatacada e o seu sistema legal independente da Inglaterra.

## Período de reformas
Nos reinados de Jorge VI (1820-30) e da rainha Vitória (1837-1901) efetuaram-se várias reformas de caráter liberal (aumento do número de eleitores e de cadeiras, voto secreto etc.) no parlamento e na administração. Durante esse período, os liberais (whigs) ganharam todas as eleições gerais realizadas na Escócia.
A economia da região passava por profunda transformação, principalmente no sector da indústria metalúrgica, que se tornou a base da economia escocesa. A população das cidades cresceu extraordinariamente: 60% dos habitantes passaram a viver em 11% da área total.

## Século XX
O período da I Guerra Mundial foi de intensa atividade industrial, mas de privações para a Escócia que, no entanto, não sofreu diretamente grandes danos como a Inglaterra bombardeada duramente. O mais importante fato político dos anos